# ویلسون پالاسیوس
ویلسون پالاسیوس (اسپانیایی: Wilson Palacios‎؛ زادهٔ ۲۹ ژوئیهٔ ۱۹۸۴) یک بازیکن فوتبال اهل هندوراس است.
وی همچنین در تیم‌های ملی فوتبال هند هندوراس بازی کرده‌است.